# Artemisia Gentileschi

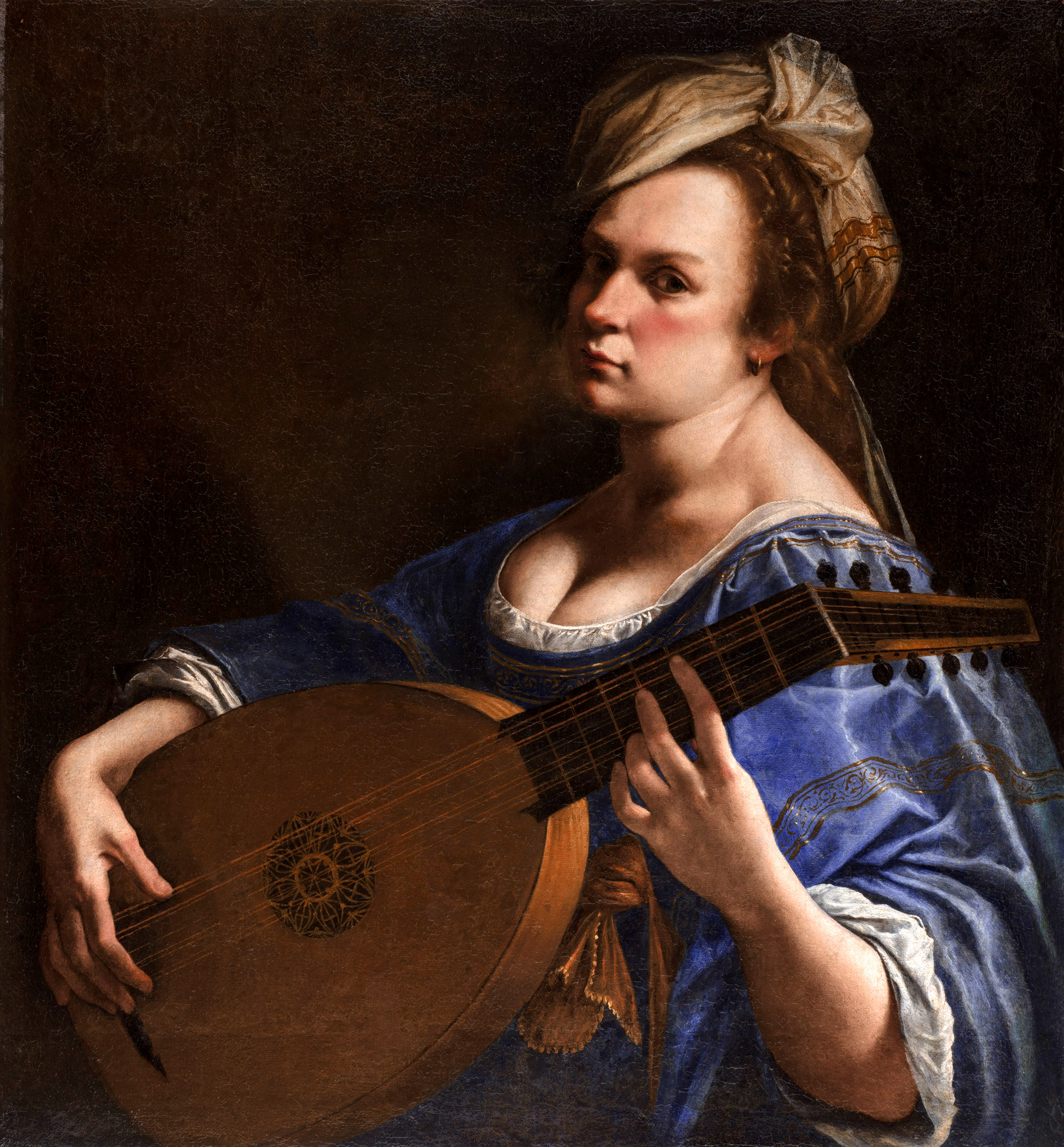
Autorretrato tocando violão, 1615 e 1617. Óleo sobre tela, 77,5 × 71,8 cm

Artemisia Gentileschi (Roma, 8 de julho de 1593 – Nápoles, 1656) foi uma pintora barroca italiana, considerada hoje uma das mais bem-sucedidas pintoras de sua época. Sendo incentivada desde sua infância na pintura, por seu pai Orazio Gentileschi, que era um  famoso pintor natural da cidade de Pisa, ela se tornou a primeira mulher a ser membro da academia de pintura de Florença. Muitos de seus temas são de personagens femininas que aparecem em diversas passagens da Bíblia, porém sua fama como pintora se iniciou com a pintura de retratos. Quando seu pai foi convidado para pintar na corte do rei Carlos I da Inglaterra, Artemisia o acompanhou, e nesta época ela foi convidada para pintar vários retratos de nobres da corte inglesa. Entre seus quadros mais conhecidos estão Judite Decapitando Holofernes e Susana e os anciãos. Sua arte já foi ofuscada pelo rapto e estupro que sofreu, mas o que resplandece ao mundo na atualidade é seu enorme talento.

## Biografia

### Vida pessoal e começo
Nascida Artemisia Gentileschi-Lomi, em 8 de julho de 1593, em Roma, seu certificado de batismo no Archivio di Stato indicada que ela teria nascido em 1590, filha mais velha do pintor toscano Orazio Gentileschi e de Prudentia Montone. Artemisia foi introduzida à pintura no estúdio de seu pai, mostrando ter muito mais talento que seus irmãos, que trabalhavam junto dela. Ela logo aprendeu a desenhar, a misturar as cores e em seguida a pintar, inspirada pelo estilo do pai, bastante centrado no de Caravaggio. No entanto, a forma como Artemisia trabalhava os temas era diferente de seu pai. Seus quadros eram extremamente naturais, enquanto seu pai idealizava o que retratava. Ao mesmo tempo, Artemisia resistia se submeter, tanto em atitude quanto psicologicamente ao estilo idealizador da pintura. Foi assim que seus trabalhos passaram a ganhar admiradores e reconhecimento.

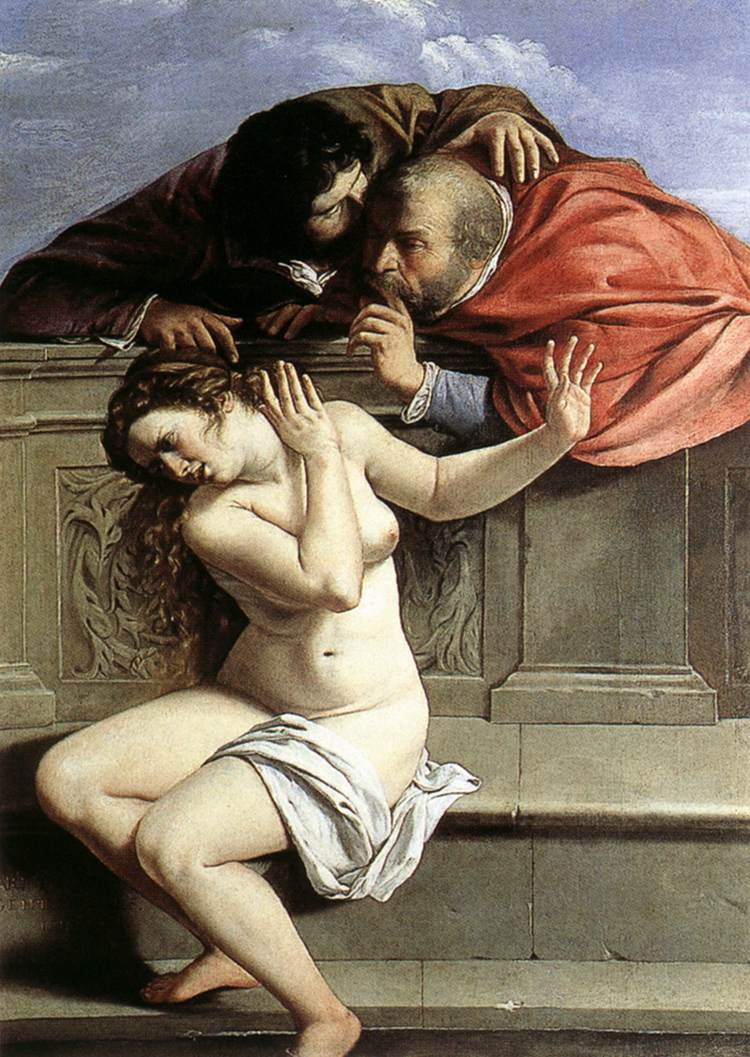
Susana e os Anciões, seu primeiro trabalho, em 1610 – Coleção Schönborn, Pommersfelden

Com apenas 17 anos, produziu Susana e os Anciões. Devido ao hábito da época de ser comum que uma tela feita em parceria fosse atribuída ao pintor mais conhecido, muitos acreditaram que ela tivera ajuda do pai para conceber a obra, o que demonstra como Artemisia absorveu o realismo de Caravaggio, sem descartar a linguagem da Escola de Bolonha, que teve Annibale Carracci entre seus proeminentes artistas. É uma das pinturas sobre o tema de Susana mostrando a abordagem sexual dos dois anciãos como um evento traumático.
Em 1611, seu pai trabalhava com Agostino Tassi para decorar os cofres do Casino delle Muse, dentro do Palazzo Pallavicini-Rospigliosi, em Roma. Tassi o contratou para ensinar Artemisia em particular e enquanto lhe dava aulas, a violentou, com Cosimo Quorli como cúmplice. Artemisia precisou continuar a ter um relacionamento com Tassi, na esperança de que um casamento com ele viesse a restaurar sua reputação diante da sociedade, mas ele voltou atrás com a promessa de se casar com ela. Nove meses após o suposto estupro, quando soube que Tassi não se casaria com Artemisia, Orazio prestou queixa contra ele. Orazio também alegou que Tassi roubou o quadro Judite decapitando Holofernes de sua propriedade. O principal assunto no julgamento estava relacionado com a virgindade de Artemisia. Se ela não fosse virgem antes do estupro, sua família não tinha direito a prestar queixa. Durante os sete meses de julgamento, Tassi foi acusado de planejar o assassinato de sua esposa (o que não foi provado) e de ter um envolvimento extraconjugal com a sua cunhada, algo que na época era considerado crime de incesto devido ao parentesco dela com a ex-esposa de Tassi, além de ser acusado de planejar roubar alguns dos quadros de Orazio.
Artemisia passou por um exame ginecológico, feito por duas médicas obstetrícias experientes, e pela provação das Sibilas durante o julgamento, para atestar a veracidade de seu testemunho. No fim, Tassi foi condenado à prisão durante um ano, mas nunca cumpriu a pena, pois o caso foi revisto e sua sentença anulada. O que passou no julgamento acabou inspirando a visão feminista de Artemisia, que influenciou sua arte.
Tendo perdido a mãe com apenas 12 anos, Artemisia vivia cercada pela presença masculina dos pais e dos irmãos. Aos 17 anos, Orazio alugou o apartamento em cima de sua casa para uma mulher chamada Tuzia, de quem Artemisia logo ficou amiga. Porém Tuzia permitiu que Agostino Tassi e Cosimo Quorlis acompanhassem Artemisia em diversas ocasiões. Quando o estupro aconteceu, Artemisia gritou a Tuzia por socorro, que ignorou os gritos e depois fingiu que nada havia acontecido. O quadro Mãe e a criança, hoje na Galeria Spada, em Roma, é dessa época.
Um mês após o julgamento, Orazio arranjou um casamento para a filha com Pierantonio Stiattesi, um artista pouco conhecido de Florença e pouco após sua mudança para a cidade, ela recebeu uma encomenda da Casa Buonarroti. Artemisia se tornou uma pintora conhecida na corte, com patronos como a Casa dos Médici e Carlos I de Inglaterra. Em Florença, Artemisia e Pierantonio tiveram uma filha, Prudentia, em 1618. Acredita-se que Prudentia tenha seguido os passos da mãe, mas nenhum trabalho seu é conhecido.

### Período florentino (1614–20)
Artemisia experimentou um momento de grande sucesso enquanto morava em Florença. Foi a primeira mulher aceita na Academia de Belas Artes de Florença. Tinha bom relacionamento com os grandes artistas da época, como Cristofano Allori, ganhando o respeito e favores de muita gente influente da sociedade, como Cosme II de Médici, grão-duque da Toscana e a grã-duquesa Cristina de Lorena. Artemisia também tinha contato com Galileo Galilei, como sugere uma carta para o cientista em 1635. Era também muito admirada pelo sobrinho de Michelangelo, pois ele a convidou para contribuir com a pintura do teto da Casa Buonarroti, cujo trabalho era grande e extenso.
Em 2011 foram descobertas 36 cartas, datando de 1616 a 1620, que dá uma nova perspectiva sobre a vida pessoal e financeira de Artemisia em Florença. Uma das surpresas foi a revelação de seu caso com um nobre chamado Francesco Maria Maringhi e o fato de que seu marido não tinha problemas com o relacionamento extraconjugal. Seu marido provavelmente tolerava o relacionamento por saber que o apoio de Francesco era necessário para o sustento da família. No entanto, em 1620, rumores do caso amoroso começaram a se espalhar pela corte e, aliado aos problemas financeiros e legais da família, Artemisia foi obrigada a retornar a Roma, em 1621, sem o marido.

### Período napolitano e inglês (1630–1654)
Em 1630, Artemisia se mudou para Nápoles, cidade conhecida pelos admiradores da arte por suas oficinas, na tentativa de encontrar oportunidades de trabalho mais lucrativas. Vários artistas como Caravaggio, Annibale Carracci e Simon Vouet viveram na cidade por algum momento. Na época, Jusepe de Ribera, Massimo Stanzione e Domenichino trabalhavam em Nápoles, e depois Giovanni Lanfranco e muitos outros começaram a chegar. A estreia de Artemisia na comunidade napolitana de arte se deu com seu quadro Anunciação. Ela permaneceu em Nápoles até o fim da carreira, com exceção de algumas viagens à Inglaterra.
Nápoles se tornaria sua segunda casa e foi lá que sua filha se casou. Em um sábado, 18 de março de 1634, um viajante chamado Bullen Reymes registrou em seu diário uma visita à Artemisia e sua filha com um grupo de amigos ingleses. Artemisia recebeu cartas de diversos nobres e patronos pela Europa, tendo bons relacionamentos com vários artistas de renome.

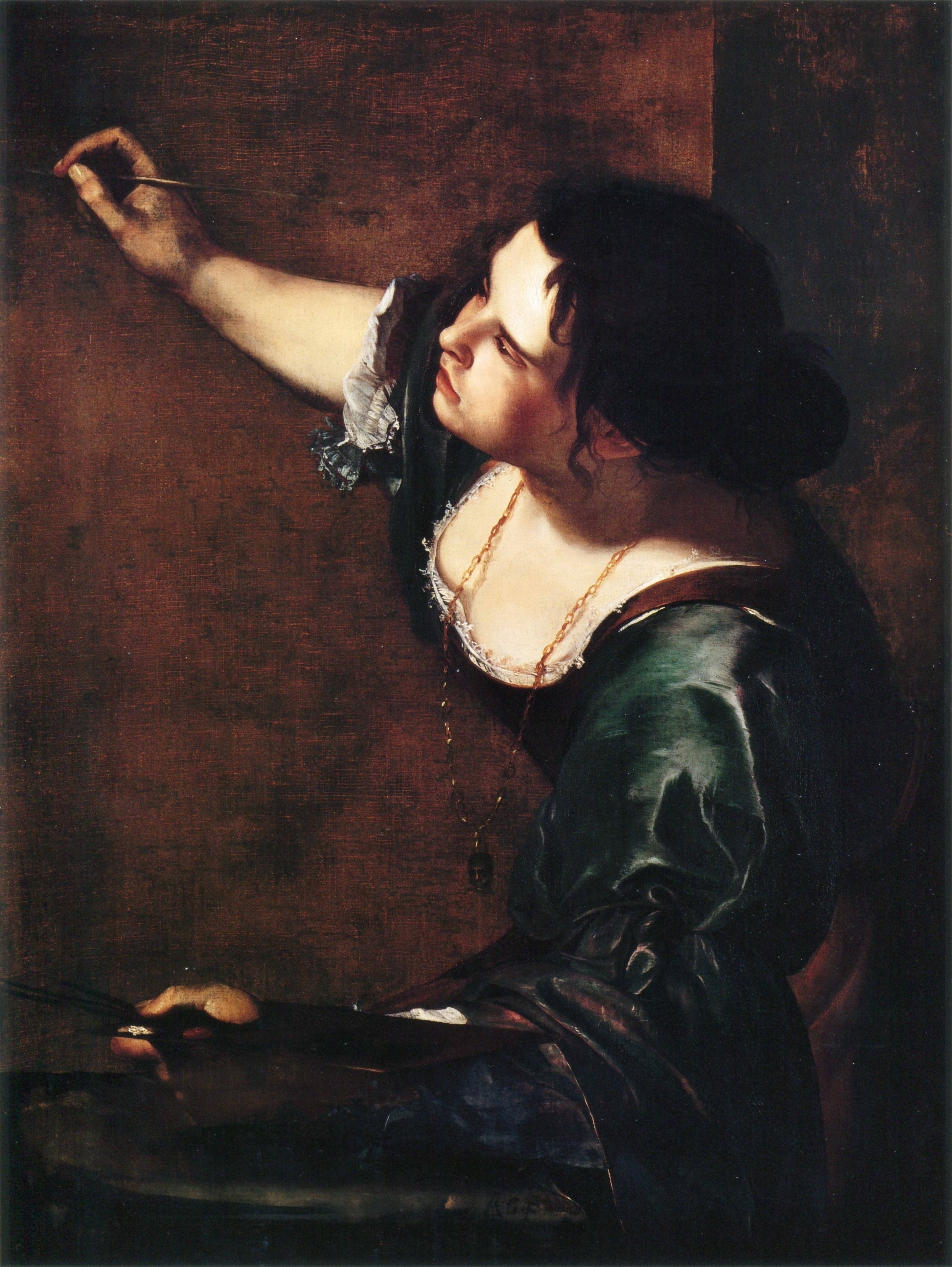
Autorretrato como Alegoria da Pintura, entre 1638 e 1639. Óleo sobre tela, 98,6 × 75,2 cm. Royal Collection

Em 1638, ela se juntou ao pai na corte do rei Carlos I, em Londres, onde Orazio tornara-se pintor oficial e recebeu um importante trabalho de decoração do teto da Casa da Rainha, Henriqueta Maria de França, em Greenwich. Pai e filha, então, trabalharam juntos mais uma vez, mas o convite de seu pai não era o único motivo para Artemisia estar em Londres. O rei a convidou para sua corte e esse não era um pedido a se recusar. Carlos I era um grande e aficionado colecionador de arte, dilapidando os cofres do reino para aumentar sua coleção. A fama de Artemisia, provavelmente, o intrigou e um de seus principais quadros era um autorretrato de Artemisia chamado Autorretrato como Alegoria da Pintura.
Orazio morreu subitamente em 1639. Sabe-se que Artemisia tinha deixado a Inglaterra em 1642, quando a guerra civil inglesa começou. Pouco se sabe sobre sua vida neste período. Sabe-se que em 1649 ela estava de volta a Nápoles, correspondendo-se com Don Antonio Ruffo, da Sicília, que se tornaria seu mentor durante o segundo período napolitano. Seu trabalho, conforme envelhecia, foi ficando tomado por mulheres fortes, retiradas de várias lendas bíblicas.

## Estilo
Artemisia é considerada uma artista barroca com fortes influências do Caravagismo. Em suas obras, é possível identificar características do estilo de Caravaggio como o realismo e o uso dramático do chiaroscuro, uma técnica de pintura caracterizada pelo jogo de contrastes estabelecidos pela utilização de cores claras e escuras.
Ela também é reconhecida por, durante o renascimento, realizar um autorretrato em que representava ela mesma como a alegoria da Pintura, algo que os pintores homens não poderiam fazer, já que esta figura sempre foi representada por uma mulher. Em Autorretrato como Alegoria da Pintura, Artemisia representa a si própria ao lado de tintas e portando um pincel, enquanto efetivamente emprega o ato de pintar.

## Morte
Acreditava-se que Artemisia teria morrido entre 1652 e 1653, mas evidências recentes mostram que ela ainda aceitava encomendas em 1654, porém muito dependente da ajuda de seu assistente, Onofrio Palumbo. Especula-se que ela tenha morrido na devastadora praga que varreu Nápoles em 1656 e que por consequência aniquilou toda uma geração de grandes artistas.

## Interesse feminista
O interesse feminista em Artemisia Gentileschi foi desencadeado na década de 1970, quando a historiadora de arte feminista Linda Nochlin publicou um artigo intitulado "Why Have There Been No Great Women Artists?" (Por que não houve grandes artistas mulheres?) em que essa questão foi dissecada e analisada. O artigo explorou a definição de "grandes artistas" e postulou que instituições opressivas, e não a falta de talento, impediram as mulheres de atingir o mesmo nível de reconhecimento que os homens receberam na arte e em outros campos. Nochlin disse que os estudos sobre Artemisia e outras artistas femininas "valeram o esforço" em "adicionar ao nosso conhecimento da conquista das mulheres e da história da arte em geral". De acordo com o prefácio de Douglas Druick em Violence & Virtue: Artemisia's Judith Slaying Holofernes, de Eve Straussman-Pflanzer, o artigo de Nochlin levou os estudiosos a fazer mais de uma tentativa de "integrar mulheres artistas à história da arte e da cultura".
Artemisia e sua obra tornaram-se foco novamente, tendo tido pouca atenção nos estudos de história da arte, exceto o artigo de Roberto Longhi Gentileschi padre e figlia (Gentileschi, pai e filha) em 1916 e o artigo de R. Ward Bissell Artemisia Gentileschi—A New Documented Chronology em 1968. Quando Artemisia e seu trabalho começaram a atrair nova atenção entre feministas e historiadores da arte, mais literatura sobre ela, ficcional e biográfica, foi publicada. Um relato fictício de sua vida por Anna Banti, esposa do crítico Roberto Longhi, foi publicado em 1947. Esse relato foi bem recebido pelos críticos literários, mas criticado por feministas, notadamente Laura Benedetti, por ser indulgente na precisão histórica a fim de traçar paralelos entre autor e artista. O primeiro relato completo e factual da vida de Artemisia, The Image of the Female Hero in Italian Baroque Art, foi publicado em 1989 por Mary Garrard, uma historiadora de arte feminista. Ela então publicou um segundo livro, menor, intitulado Artemisia Gentileschi around 1622: The Shaping and Reshaping of an Artistic Identity em 2001, que explorou o trabalho e a identidade da artista. Garrard observou que a análise da obra de Artemisia carece de foco e categorização estável fora da categoria "mulher", embora Garrard questione se a feminilidade é uma categoria legítima para julgar sua arte.
Artemisia é conhecida por seus retratos de assuntos do grupo Poder das Mulheres (Weibermacht), por exemplo, suas versões de Judite Decapitando Holofernes. Ela também é conhecida pelo julgamento de estupro no qual ela estava envolvida, o que a estudiosa Griselda Pollock argumentou que se tornou o repetido "eixo de interpretação do trabalho do artista". O status de Gentileschi na cultura popular, embora ela seja muito admirada entre os historiadores de arte, é considerado por Pollock menos devido ao seu trabalho e mais ao sensacionalismo causado pelo persistente foco no julgamento de estupro durante o qual ela foi torturada. Pollock oferece uma contra-leitura das pinturas narrativas dramáticas da artista, recusando-se a ver as imagens de Judite e Holofernes como respostas ao estupro e ao julgamento. Em vez disso, Pollock ressalta que o tema de Judite e Holoferenes não é um tema de vingança, mas uma história de coragem política e de fato colaboração de duas mulheres que cometeram um ousado assassinato político em uma situação de guerra. Pollock procura desviar a atenção do sensacionalismo para uma análise mais profunda das pinturas de Gentileschi, notavelmente de morte e perda, sugerindo o significado de seu luto na infância como fonte de suas imagens singulares da Cleópatra moribunda. Pollock também argumenta que o sucesso de Gentileschi no século XVII dependia de ela produzir pinturas para os clientes, muitas vezes retratando temas selecionados. Ela pretende colocar a carreira de Gentileschi em seu contexto histórico de gosto por narrativas dramáticas de heroínas da Bíblia ou de fontes clássicas. Em tom mais negativo, a professora americana Camille Paglia argumentou que a moderna preocupação feminista com Artemisia é equivocada e que suas realizações foram exageradas: "Artemisia Gentileschi era simplesmente uma pintora polida e competente num estilo barroco criado por homens."
A literatura feminista tende a girar em torno do evento do estupro de Artemisia, retratando-a em grande parte como uma sobrevivente traumatizada mas nobre cujo trabalho se tornou caracterizado por sexo e violência como resultado de sua experiência. Pollock (2006) interpretou o filme de Agnes Merlet como um exemplo típico da incapacidade da cultura popular de olhar para a notável carreira da pintora ao longo de muitas décadas e em muitos grandes centros de arte, e não nesse único episódio. Uma revisão de literatura de Laura Benedetti, "Reconstructing Artemisia: Twentieth Century Images of a Woman Artist", concluiu que o trabalho de Artemísia é frequentemente interpretado de acordo com as questões contemporâneas e os vieses pessoais dos autores. Estudiosos feministas, por exemplo, elevaram Artemísia ao status de ícone feminista, que Benedetti atribuiu às pinturas de Artemisia de mulheres formidáveis e seu sucesso como artista em um campo dominado por homens, ao mesmo tempo em que era mãe solteira.

## Galeria

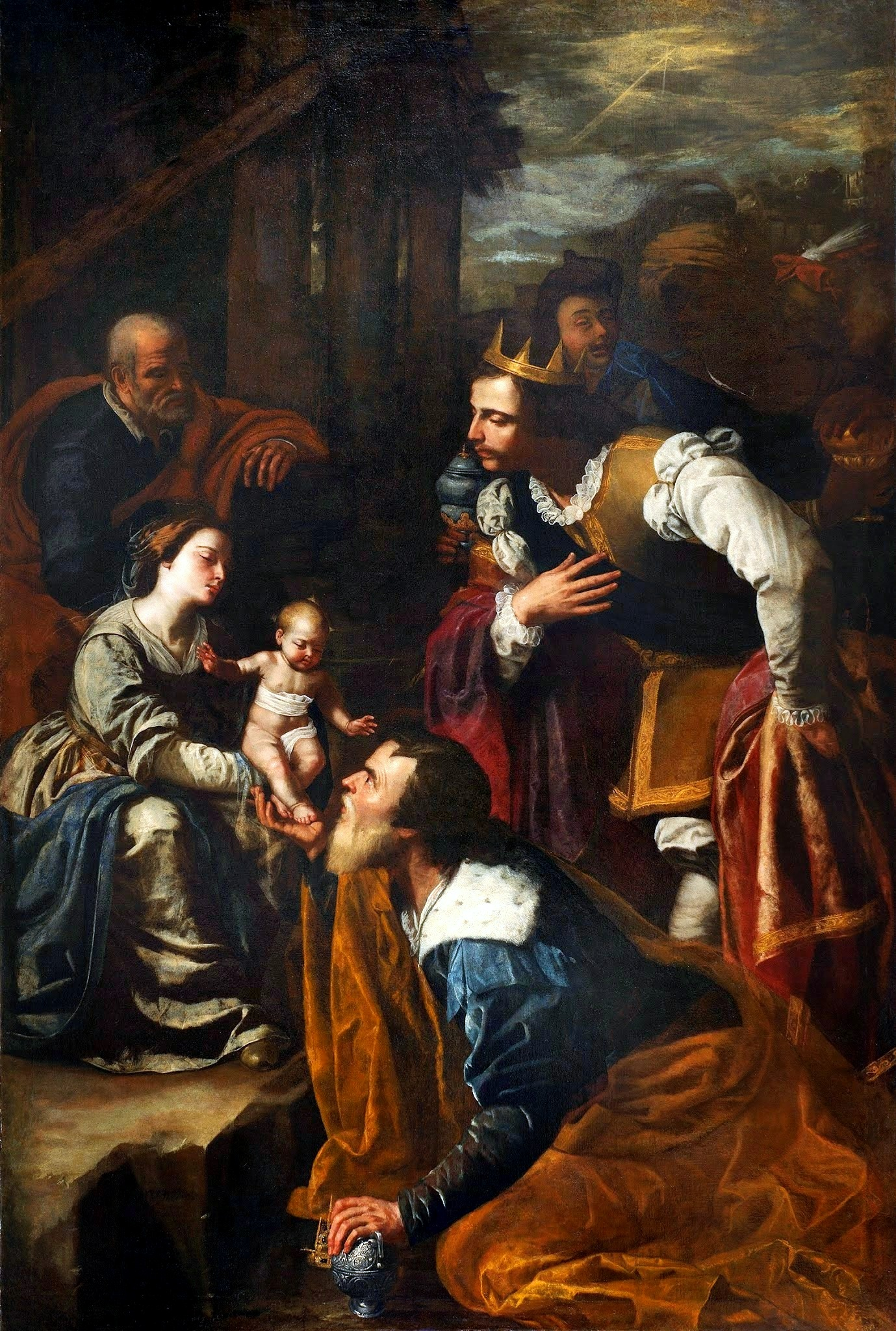
Adoração dos Magos, cerca de 1636 a 1637. Óleo sobre tela, 311 × 206 cm. Catedral em Pozzuoli, Nápoles
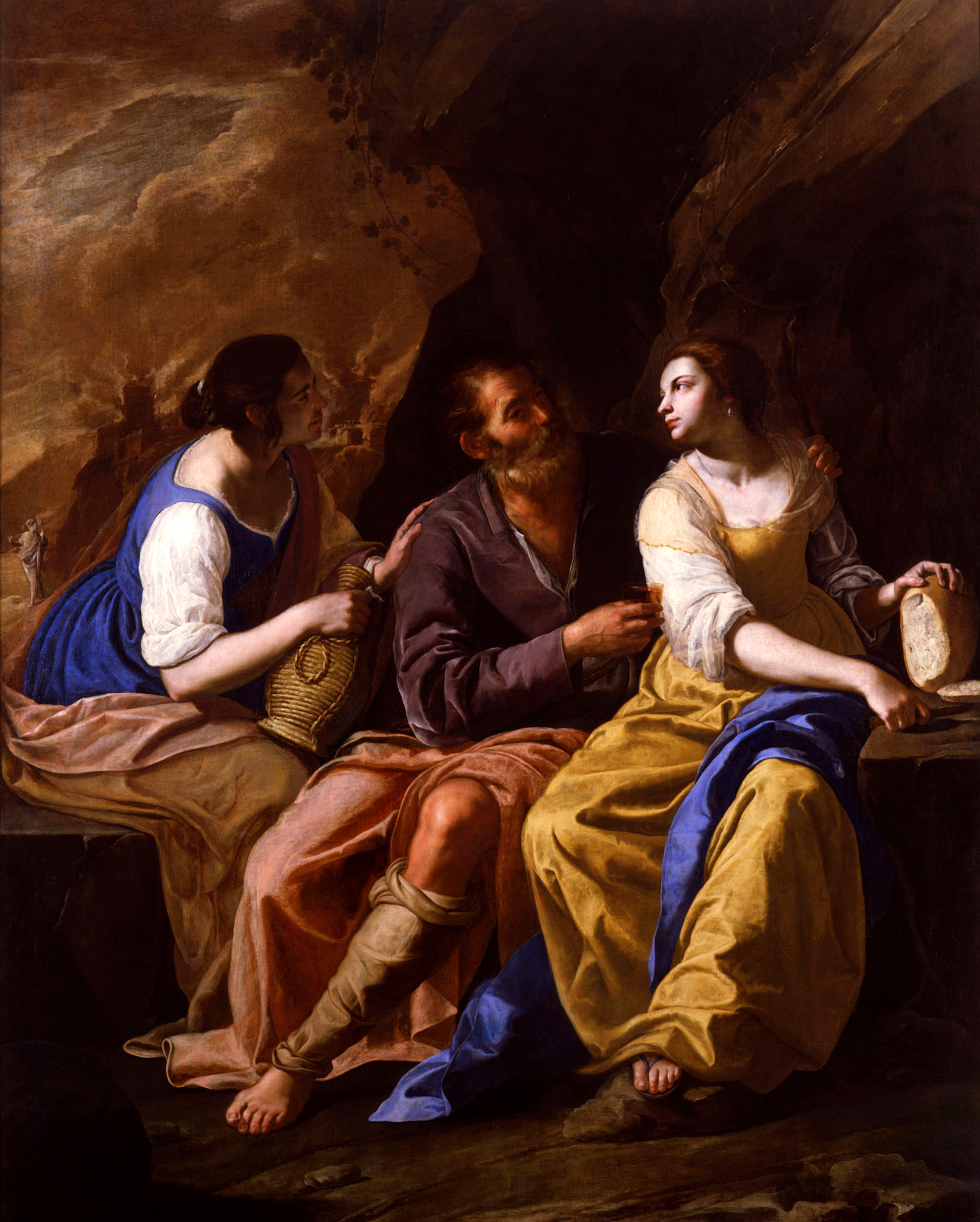
Ló e sua filhas, cerca de 1635 e 1638. Óleo sobre tela, 230,5 × 183 cm. Museu de Arte de Toledo
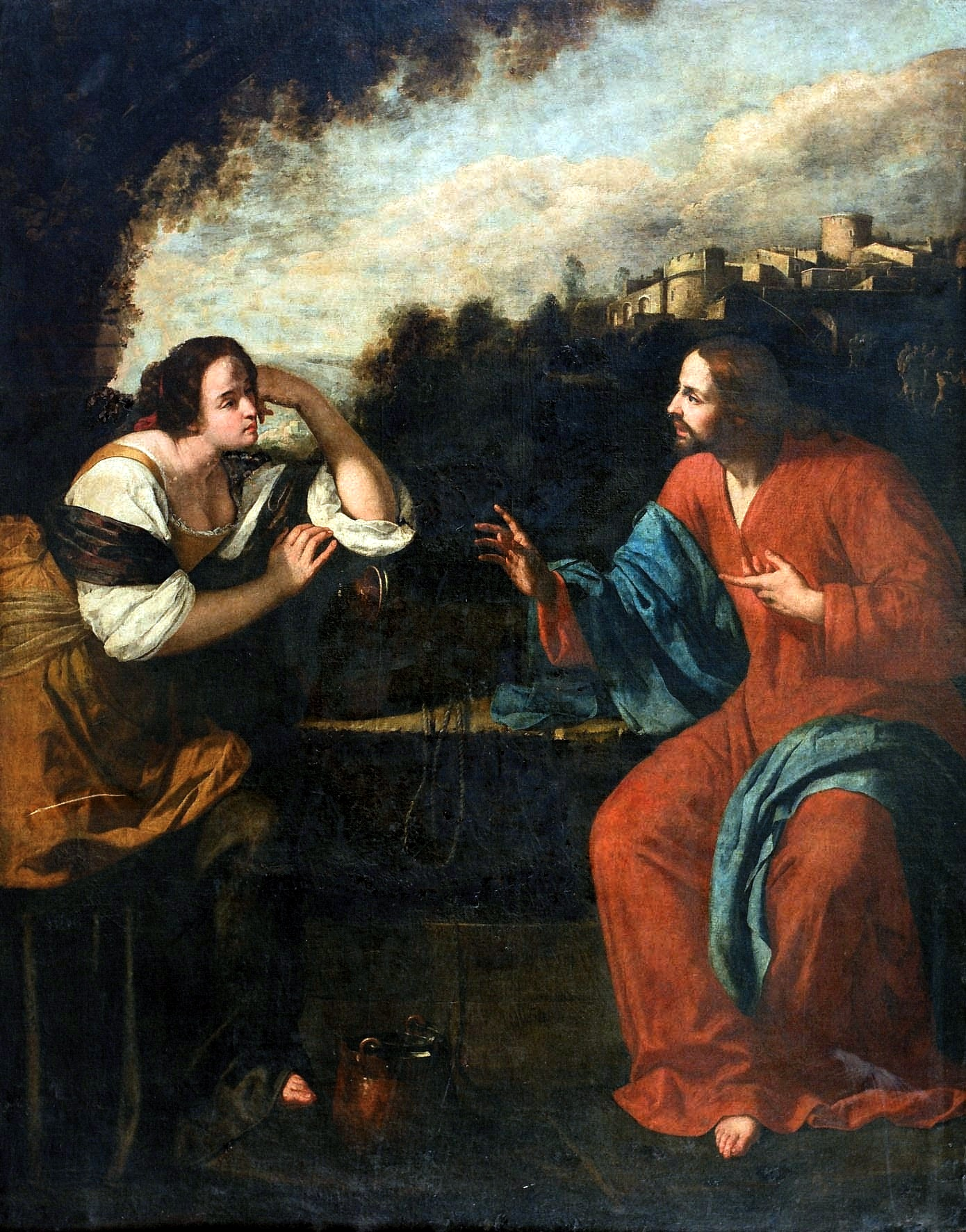
Cristo e a samaritana no poço, antes de 1637. Óleo sobre tela, 267,5 × 206 cm. Coleção particular, Nápoles
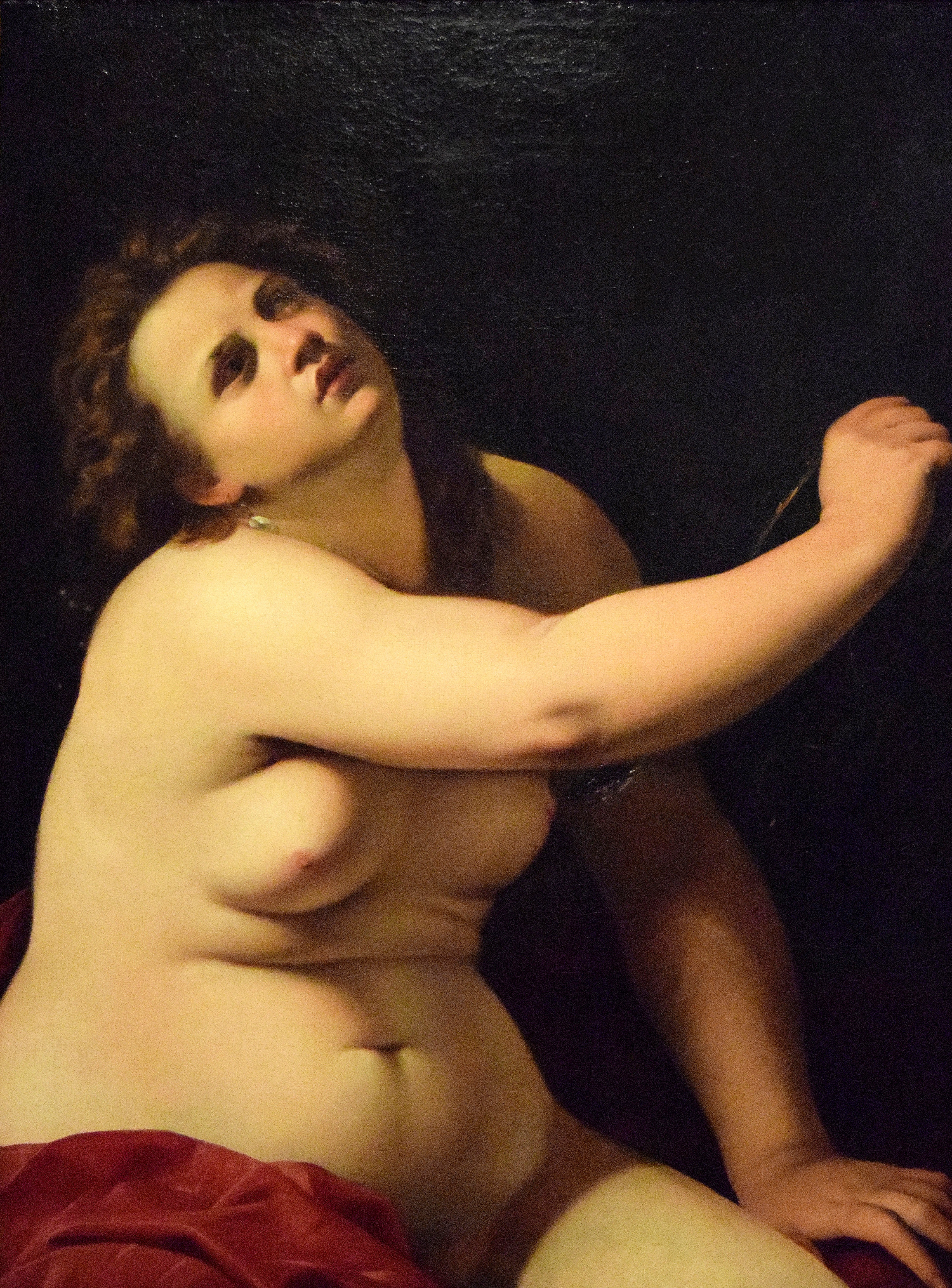
Cleópatra, cerca de 1620. Óleo sobre tela, 97 × 71,5 cm. Coleção particular.
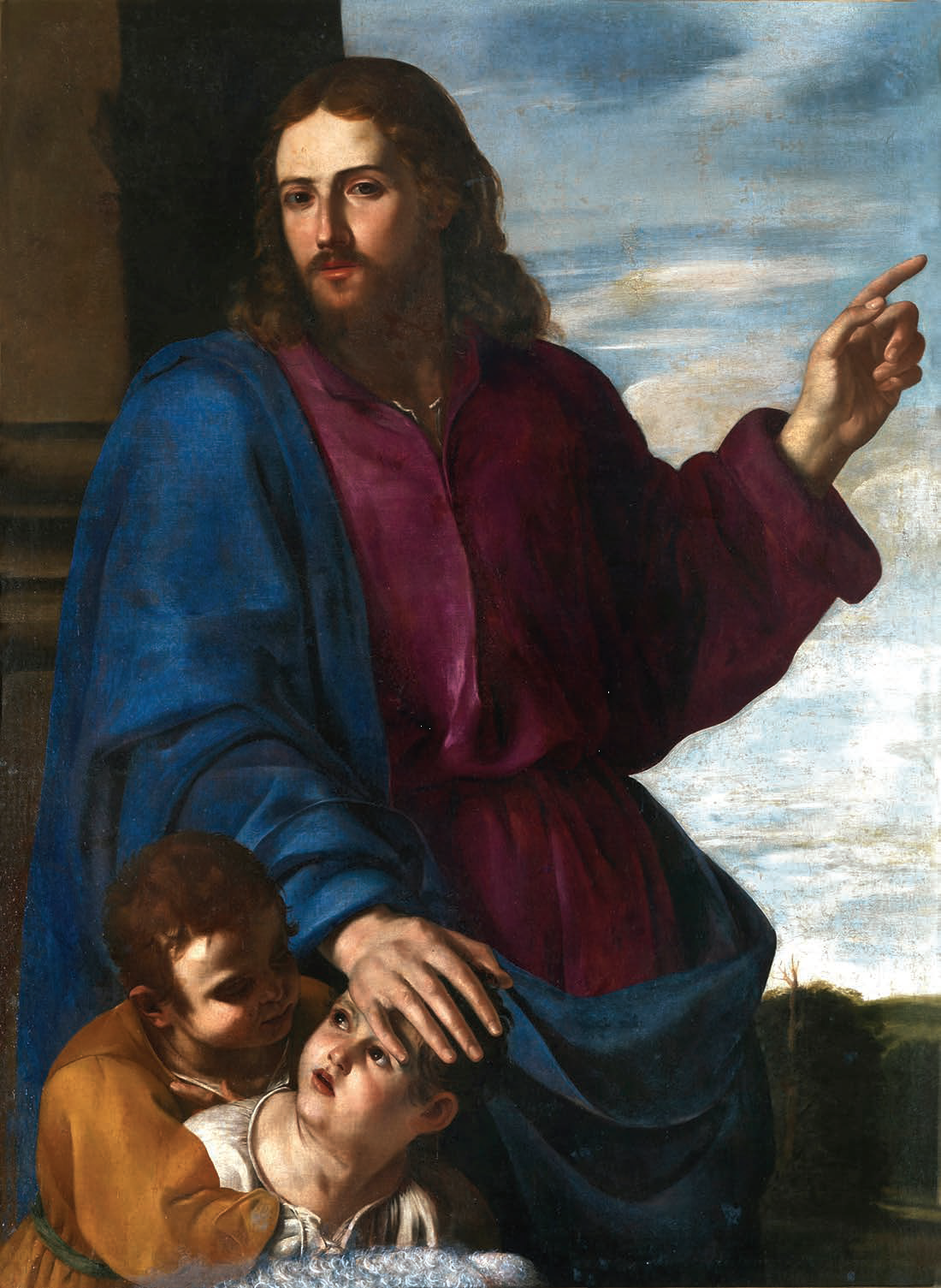
Cristo abençoando as crianças, entre 1624-1625. Óleo sobre tela, 134,6 × 97,7 cm
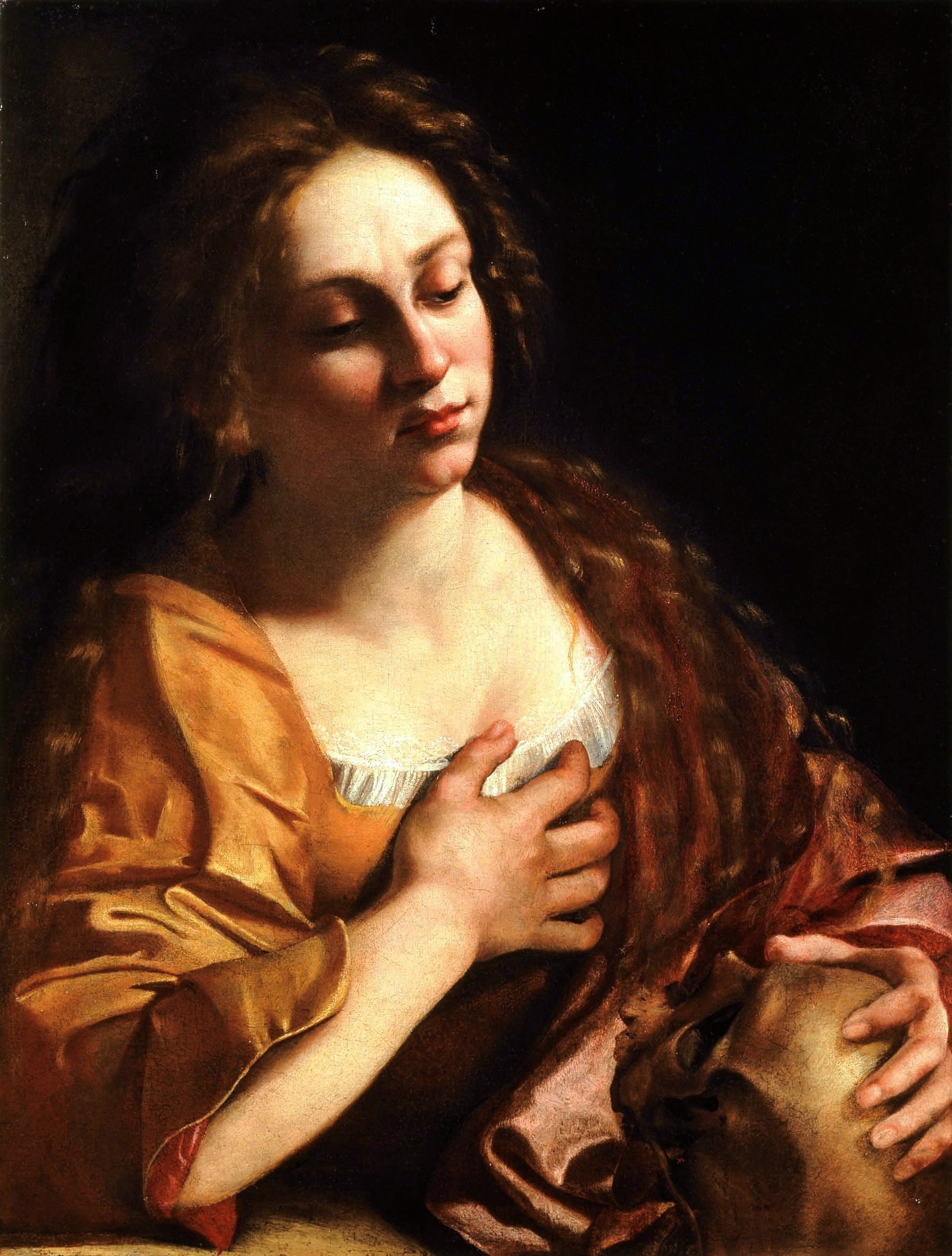
Madalena penitente, 1615-1616 ou 1631. Óleo sobre tela, 65,7 × 50,8 cm. Coleção particular
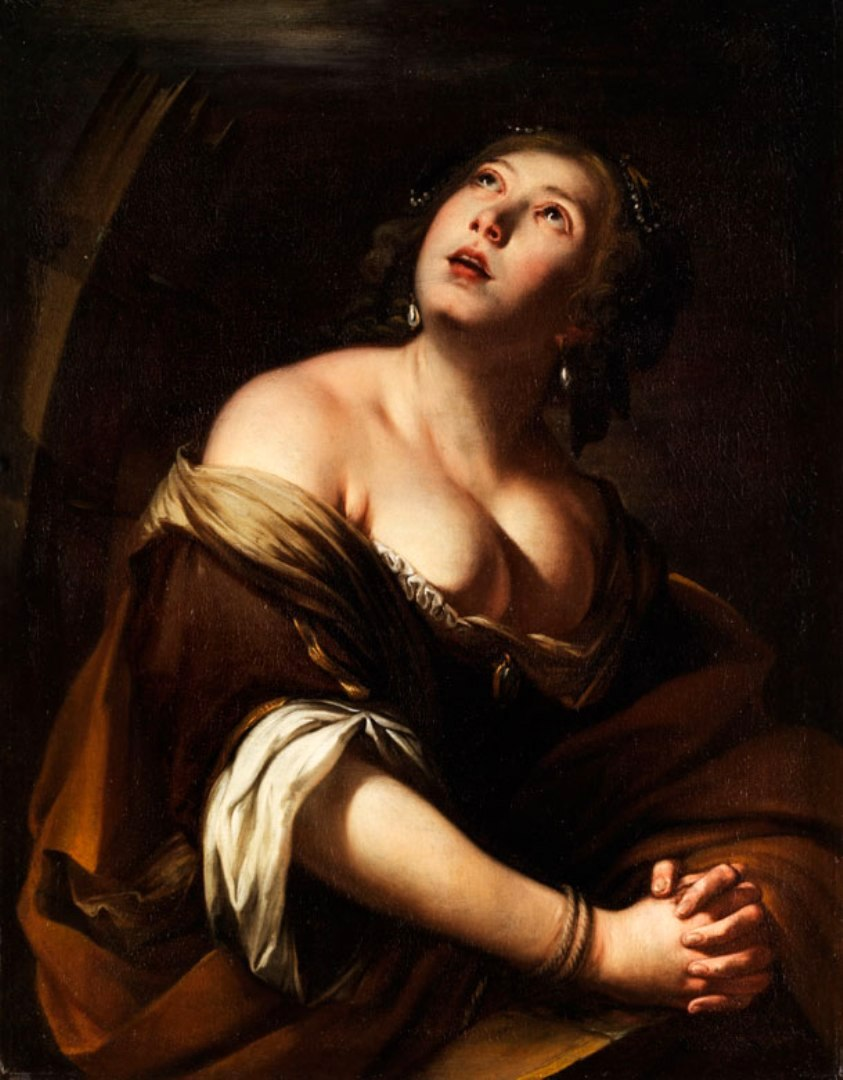
Santa Catarina de Alexandria, cerca de 1635. Óleo sobre tela, 76 × 67 cm. Coleção particular
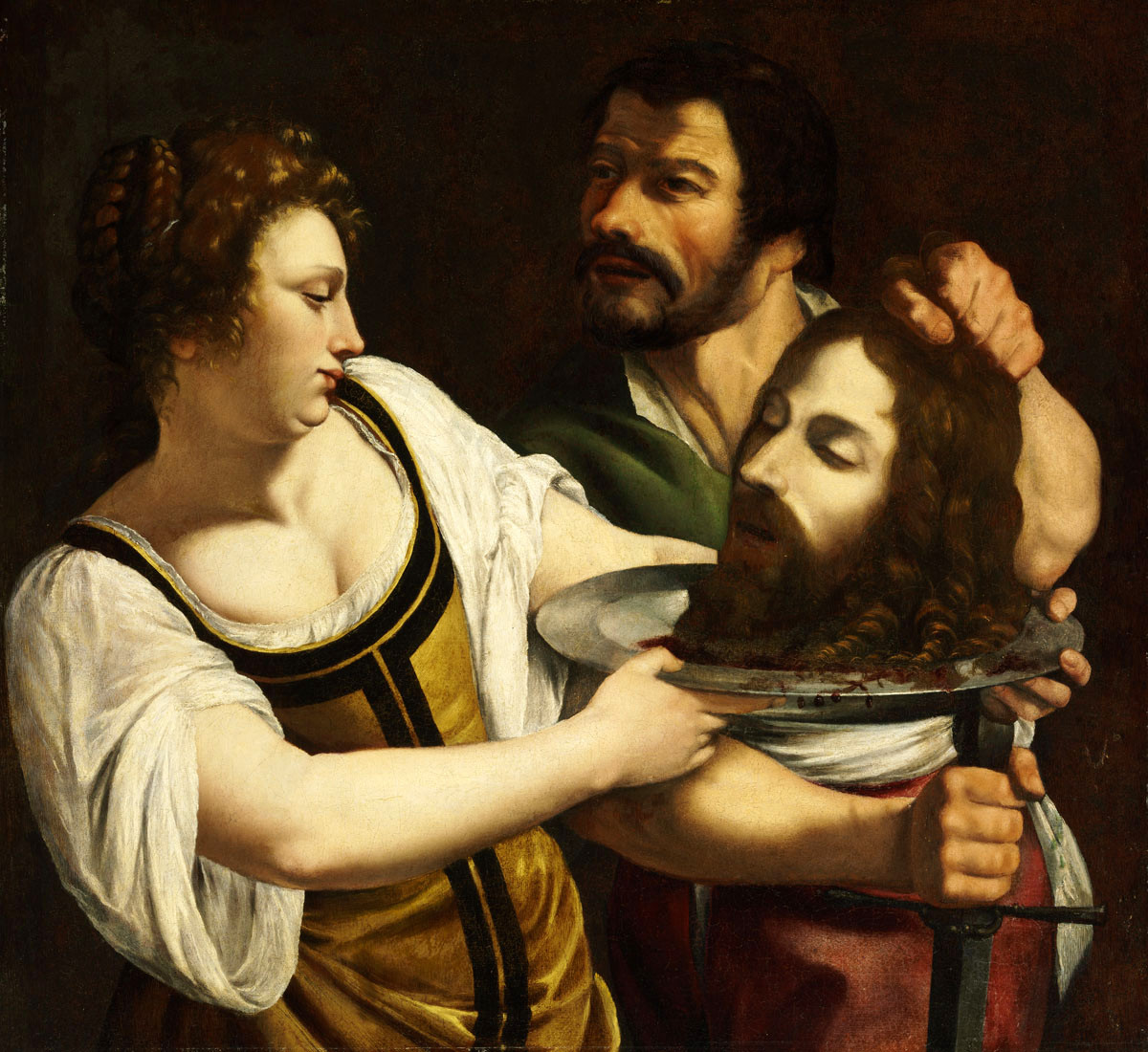
Salomé com a cabeça de São João Batista, entre 1610-1615. Óleo sobre tela, 84 × 92 cm. Museu de Belas-Artes de Budapeste
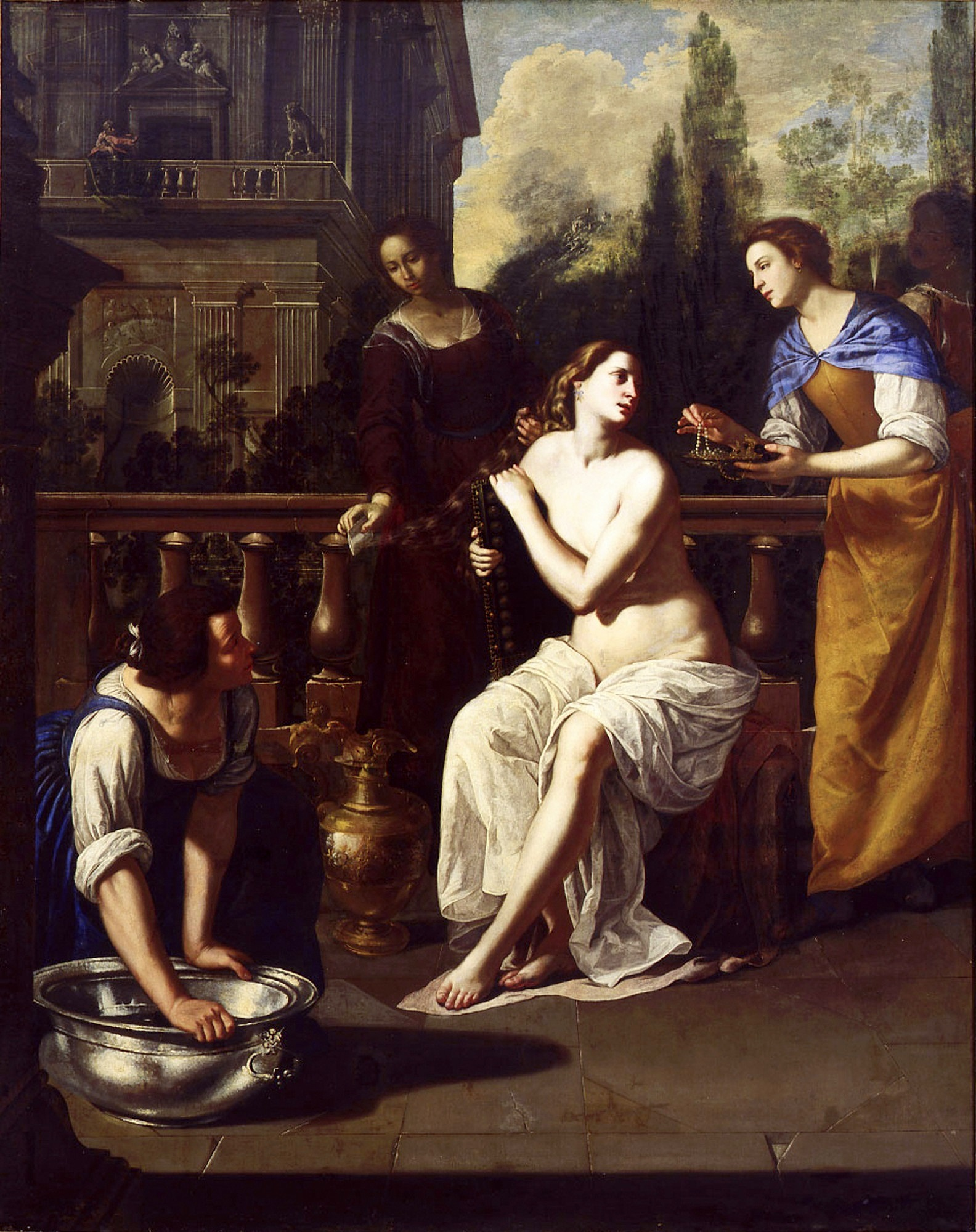
Davi e Betsabá, cerca de 1636 a 1637. Óleo sobre tela, 265,43 × 209,55 cm. Museu de Arte de Columbus
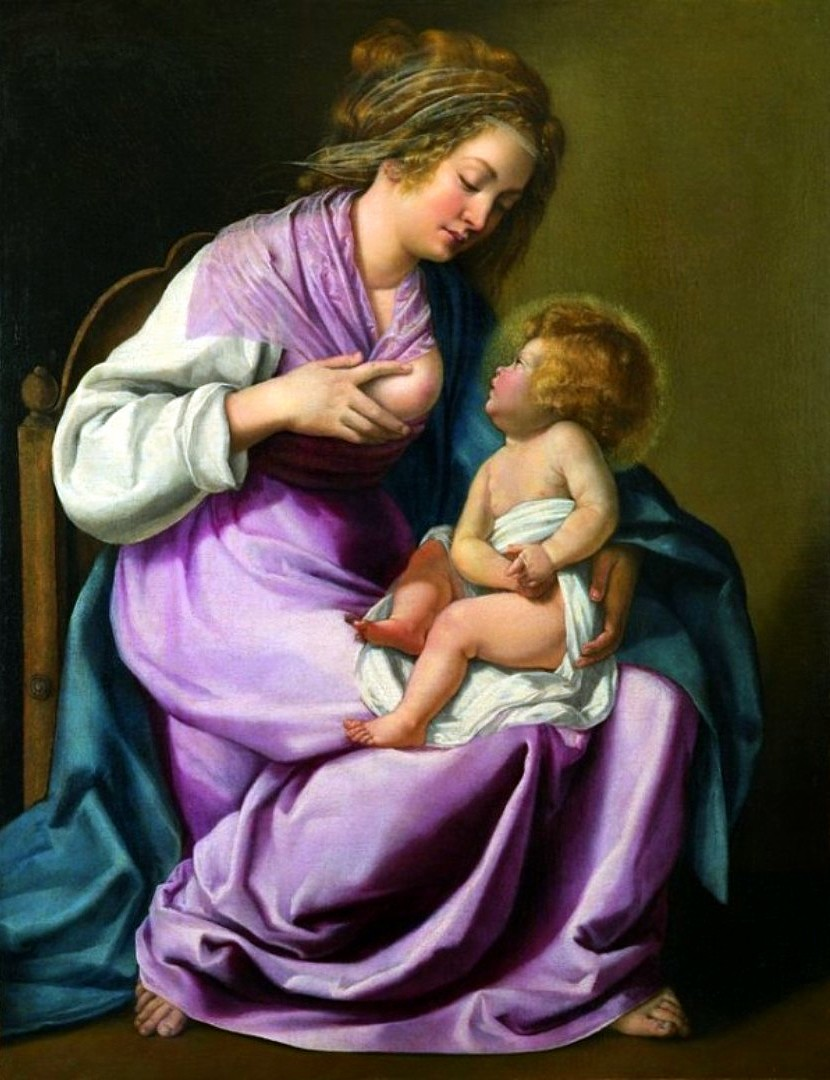
A Virgem amamentando a criança, cerca de 1616-1618. Óleo sobre tela, 118 × 86 cm. Coleção particular
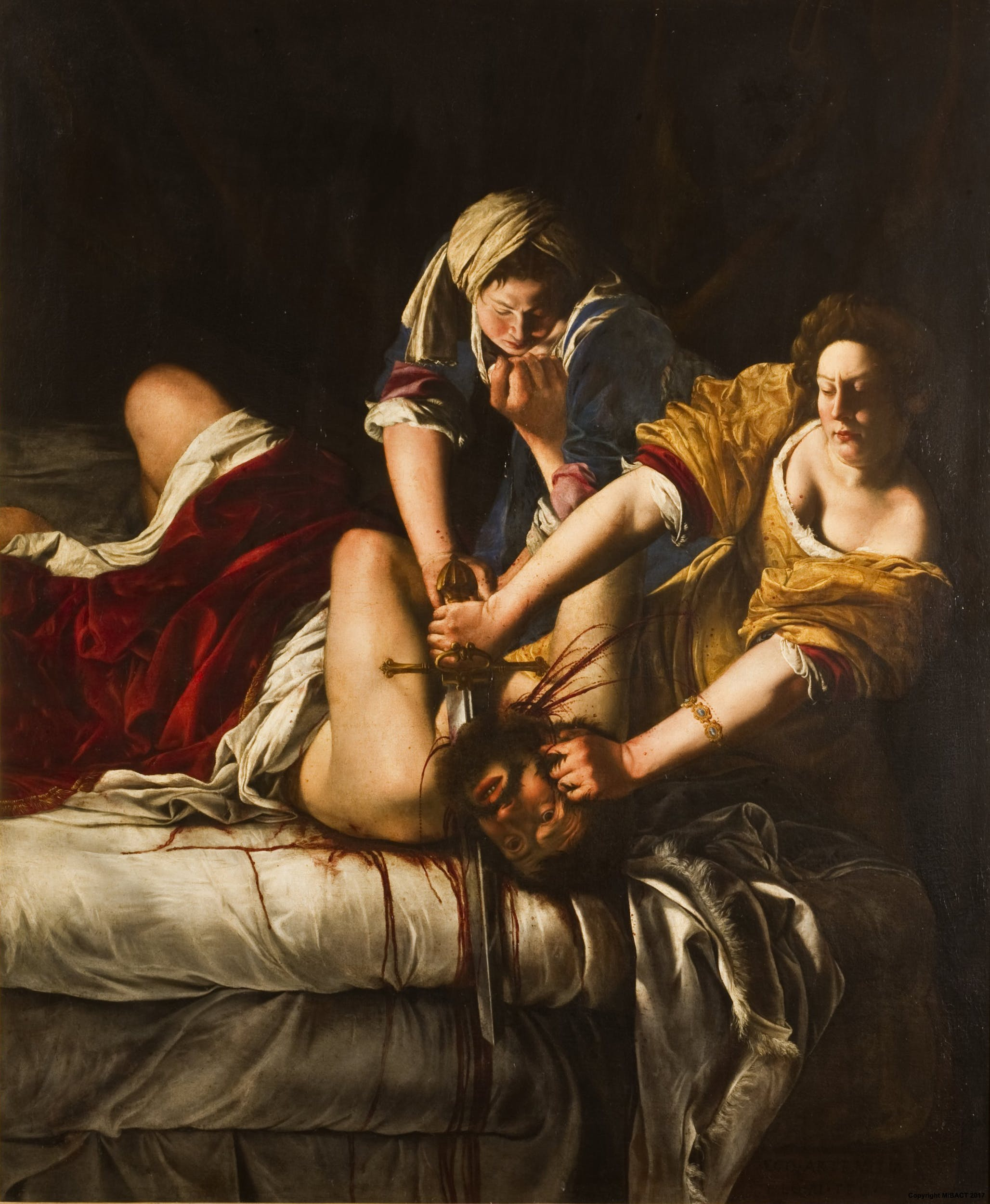
Judite Decapitando Holofernes, c. 1620, Galleria degli Uffizi, Florença